# 臣
臣（おみ）は、ヤマト王権で使われていた姓（かばね）の一つで、姓の中では連と並んで高位に位置していた。古くは使主とも表記される。語源には諸説あるが、身体ならびに人格を意味する「ミ」に指小辞の「オ」をつけたもの（すなわち「小身」）とする説が有力である。『日本書紀』などの官撰史書では、臣姓の多くを継体天皇以前の天皇から別れ出た氏族とする。また、有力七氏族は系譜上武内宿禰を共通の祖としている。

## 八色の姓制定以前
臣の姓を称した氏族には、蘇我氏、巨勢氏（巨瀬・許勢）、紀氏、平群氏、葛城氏、波多氏、阿部氏、穂積氏、和邇氏等がある。また、出雲氏など地方でも有力な豪族に対しては臣の姓を名乗ることが許されている。これらの豪族は主に奈良盆地周辺の地名を氏の名としていることから、大王ともに連合政権（ヤマト王権）を形成した畿内周辺の有力豪族に与えられたものと考えられている。臣の姓を名乗る氏族の中で最も有力な者を大臣（おおおみ）と呼び、国政を預けられた。一方、大王に従属し軍事や祭祀など特定の職能を専管した豪族は連（むらじ）の姓を与えられた。

## 八色の姓制定以後
天武天皇が八色の姓を制定したことで、それまで臣だった中央の貴族は朝臣を授けられた。臣の姓は存続したが、上から6番目に格下げとなり、主として地方豪族が保持する姓となった。